# Gypsy 83
Gypsy 83 è un film del 2001 diretto da Todd Stephens. Il film parla di due giovani goths, Gypsy e Clive, che si recano a New York per un festival annuale che celebra il loro idolo, Stevie Nicks.

## Trama
La venticinquenne Gypsy Vale e il diciottenne Clive Webb sono due goth che vivono a Sandusky, in Ohio. I genitori di Gypsy, Ray e Velvet, una volta facevano parte di una band insieme, e ora Gypsy aspira a diventare una cantante famosa, come il suo idolo, Stevie Nicks. Tuttavia la giovane è riluttante, a causa della scomparsa di sua madre, a lasciare suo padre da solo a Sandusky per inseguire i suoi sogni.
Mentre controlla gli aggiornamenti su un fansite di Stevie Nicks, Clive scopre che a New York si terrà l'evento Night of a Thousand Stevies. Dopo una lunga e accesa discussione con Gypsy, suo padre le rivela che sua madre non è semplicemente scomparsa o morta bensì è partita per seguire il suo sogno di diventare una cantante famosa. Nonostante questo, Clive finalmente convince Gypsy ad andare a New York.
Lungo la strada, Gypsy e Clive incontrano una miriade di personaggi e ostacoli. Raccolgono un autostoppista di nome Zechariah, che afferma di fuggire dalla vita degli Amish. Insieme, i tre decidono di fermarsi e passare la notte in una zona di sosta. Mentre è lì, Clive esprime la sua attrazione per Zechariah, ma Zechariah rivela di essere invece attratto da Gypsy. Imbarazzato, Clive scappa via mentre Gypsy, sorpresa e lusingata della cosa, finisce per andare a letto con Zechariah. In seguito, Zechariah dice di aver commesso un errore e di dover far ritorno a casa.
Infuriata, Gypsy lo butta fuori dal bagno dove si trovano nell'area di servizio. Nel frattempo, Clive viene avvicinato in segreto da Troy, che sta anche trascorrendo la notte all'area di ristoro con i suoi fratelli della confraternita, e i due hanno un rapporto sessuale.
La mattina dopo, mentre Gypsy e Clive stanno cercando di consolarsi a vicenda e dare un senso agli eventi della notte precedente, i due vengono incitati e derisi dai fratelli della confraternita mentre lasciano l'area di sosta. I due perdono le audizioni per la Night of a Thousand Stevies e Gypsy scopre che sua madre si è suicidata quattro anni prima.
La simpatica Maestra di cerimonie, che era anche la migliore amica di sua madre quando era a New York, permette a Gypsy di eseguire alla fine dello spettacolo una canzone che ha scritto per sua madre. Alla fine, Gypsy rimane a New York per perseguire le sue aspirazioni musicali come sua madre, mentre Clive torna a Sandusky per finire il liceo con l'intenzione però di tornare a New York dopo essersi diplomato.

## Produzione
Le riprese del film si sono svolte a Hazleton in Pennsylvania.

## Accoglienza
Gypsy 83 detiene attualmente una valutazione del 54% sul sito web Rotten Tomatoes.

## Musica
La musica del film è stata composta da Marty Beller. La colonna sonora presenta icone ben note della sottocultura gotica, come The Cure, Claire Voyant e artisti di musica elettronica Velvet Acid Christ e Apoptygma Berzerk. C'è anche una cover della famosa canzone di Stevie Nicks "Talk to me" da parte di un'altra band gotica Diva Destruction.

## Riconoscimenti
- 2001 - L.A. Outfest
  -  Grand Jury Award for Outstanding Actor in a Feature Film a Birkett Turton (vinto ex aequo con Paul Dano per L.I.E.)
- 2001 - Seattle Queer Film Festival
  - Miglior nuovo regista
- 2002 - Inside Out Toronto LGBT Film Festival
  - Audience Award al miglior film
- 2002 - Torino International Gay & Lesbian Film Festival
  - Audience Award al miglior film
  - Nomination Miglior film